# مسجد جامع
المسجد الجامع في أبسط تعريف هو مسجد تقام فيه شعائر صلاة الجمعة؛ سمي جامعاً لأن الناس تجتمع فيه.

## الفرق بين المسجد والمسجد الجامع
في الحديث العامي تستخدم الكلمتين (مسجد وجامع) وكأنهما مترادفتان في معظم الدول العربية. وفي بعض الأحيان تستخدم واحدة للتعبير عن الأخرى أيضا. والحقيقة هي أنه هناك اختلافات بين المسجد والمسجد الجامع (أو مسجد الجامع كما أورد الأزهري).
المسجد هو مكان خصص للصلاة والقراءة والذكر والدعاء وتقام الصلاة فيه جماعة ويؤذن فيه للصلاة ووجّه نحو القبلة وجعل له محراب ومئذنة. يكون له حرمة المسجد فينزه عن الملاهي واللعب والخوض في أمور الدنيا والبيع والشراء وإنشاد الضالة ويطهر عن الأدناس والأنجاس.
المسجد الجامع هو مسجد تقام فيه صلاة الجمعة والعيدين ويعتكف فيه جريا على الحديث الذي رواه أبو داود: ولا اعتكاف إلا في مسجد جامع. كما أنه يكون الموضع الذي تقام فيه الحدود، ومركز يلتقي ويجتمع فيه الناس، ويتبادلون فيه قضاياهم ومنافعهم، ويتشاورون في أمورهم العامة وغيرها.
أول مسجد جامع بني في الإسلام هو المسجد النبوي في المدينة المنورة، وكانت المساجد الجامعة مركزية في المدن الإسلامية ويصلي بهم الأمير أو الخليفة أو الوالي أما المساجد الأخرى فكانت محلية للأحياء والمناطق المختلفة ولا زال هذا النظام سائدا إلى أن كبرت المدن ولم تعد المساجد الجامعة تسع السكان.

## صور

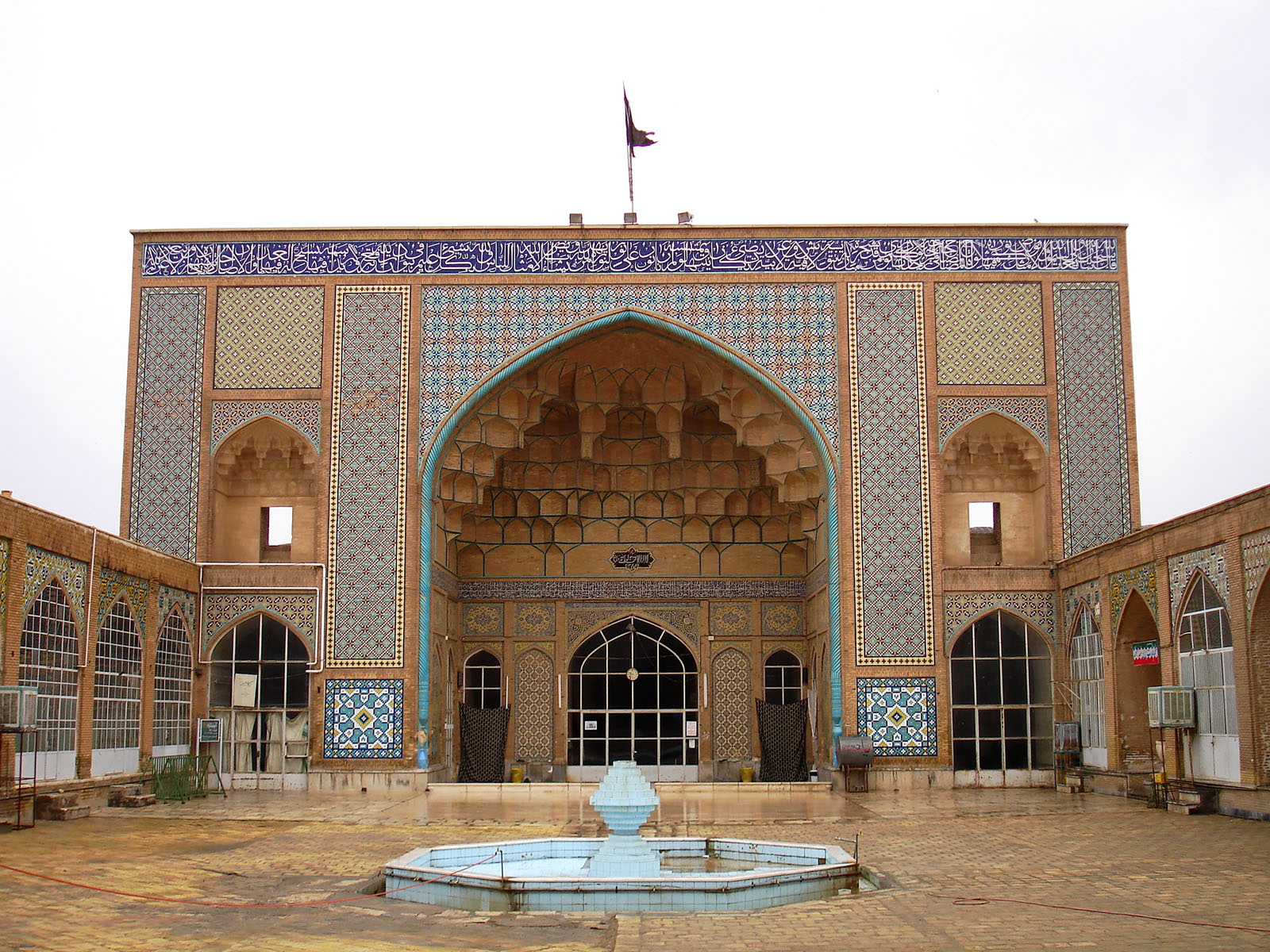
مسجد جامع في قم، ایران
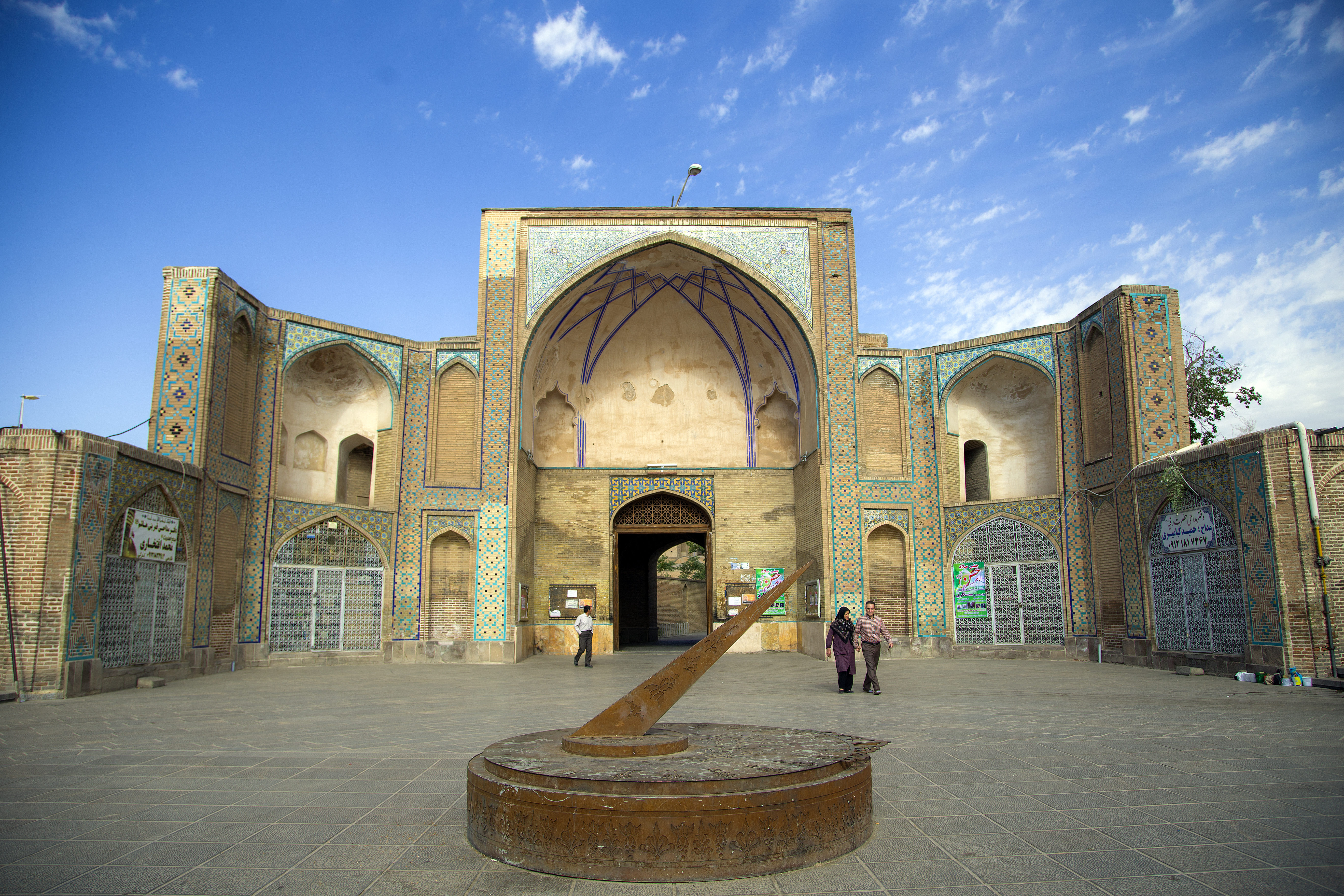
مسجد جامع في قزوین
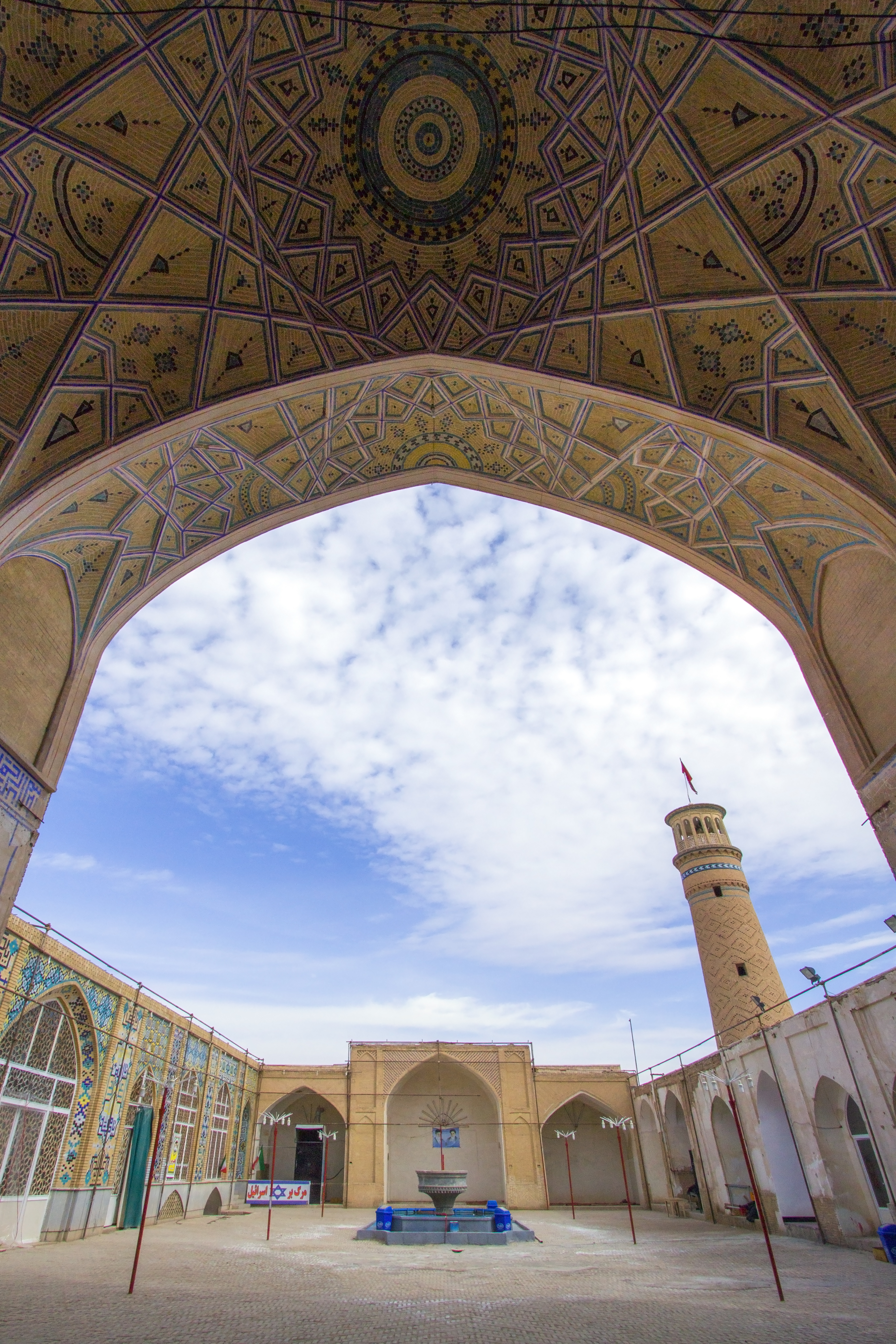
مسجد جامع في کاشان، ایران
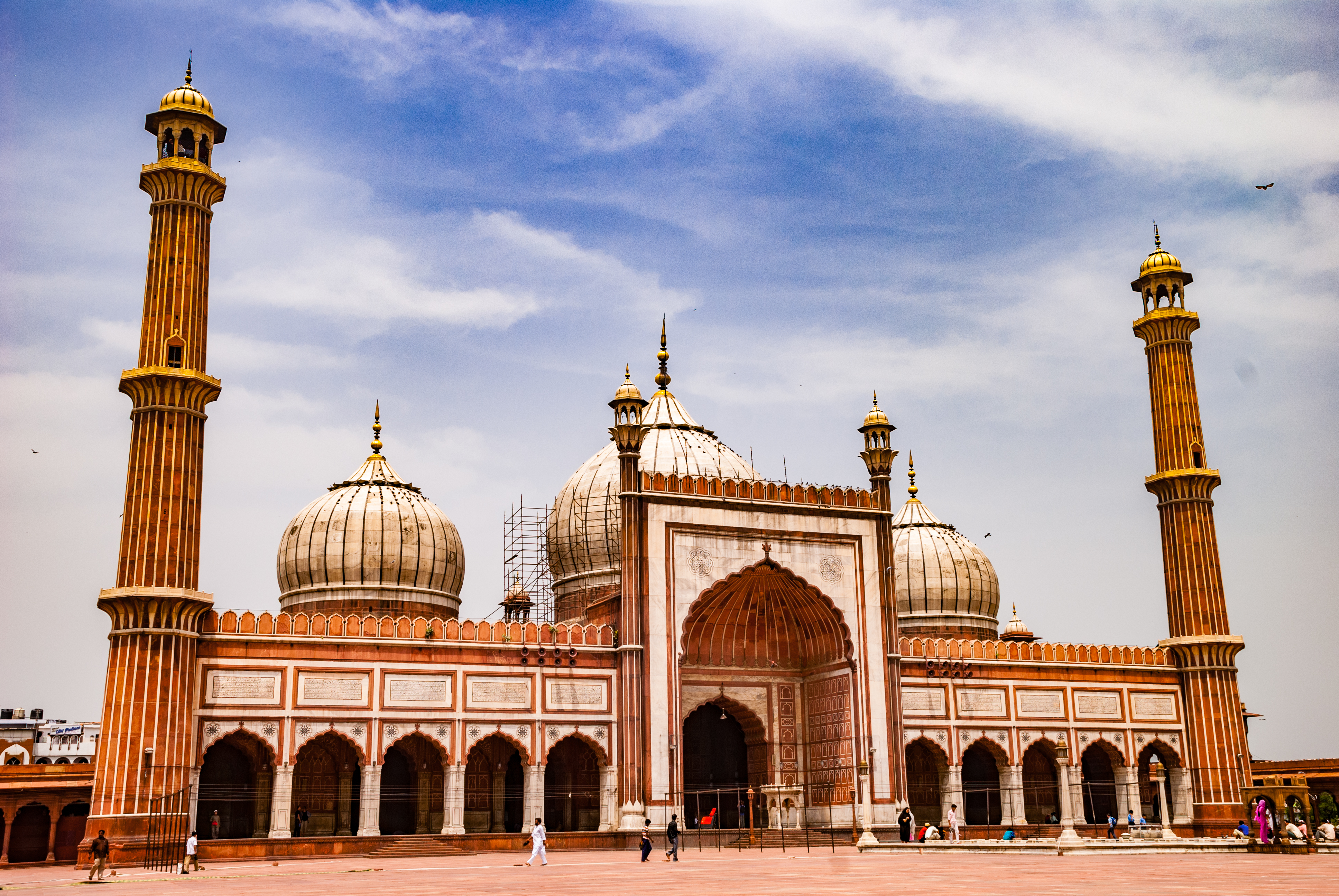
مسجد جامع في دلهي، الهند

## مواضيع متعلقة
- مسجد